# Zohar Argov
Zohar Argov, pseudonimo di Zohar Orkabi (in ebraico זוהר ארגוב‎?; Rishon LeZion, 16 luglio 1955 – Rishon LeZion, 6 novembre 1987), è stato un cantante israeliano.
Argov è considerato in Israele il re della musica mizrahì.

## Biografia
Zohar Argov nacque a Rishon LeZion da famiglia ebrea yemenita. Era il maggiore di dieci fratelli. 
Mostrò talento per il canto fin dall'infanzia. La sua passione per la musica fu condivisa anche dai suoi fratelli. Abbandonò la scuola all'età di quattordici anni per lavorare in un'impresa edile. Nel 1972 sposò una vicina di casa, Bracha Tzabari, dalla quale un anno dopo ebbe un figlio. Il padre, con il quale Argov aveva avuto una relazione difficile a causa del suo alcolismo, morì il giorno del Brit milà del nipote. A causa della sua difficile situazione familiare, Argov fu esentato dal servizio militare obbligatorio nelle forze di difesa israeliane.
Nel 1978, Argov venne arrestato per stupro. Il suo processo venne presieduto dal giudice Dov Levin, che in seguito avrebbe servito come giudice della Corte suprema di Israele. Venne condannato a tre anni di carcere, per poi essere rilasciato nel 1979. In un primo momento, entrò a far parte di un gruppo musicale che suonava in occasione di eventi famigliari.
A partire dal 1987, venne arrestato e processato più volte per furti e per uno stupro. Il 6 novembre 1987, Argov morì a 32 anni nella sua cella carceraria in seguito ad un apparente suicidio per impiccagione.

## Carriera
Nel 1977, all'età di 22 anni, Zohar pubblicò un singolo con due canzoni scritte e composte da Moshe Nagar. In seguito a questo evento, decise di abbandonare il suo cognome, che sarebbe suonato poco invitante per i media israeliani, per adottare il cognome di uno dei più noti compositori e musicisti israeliani dell'epoca, Sasha Argov. Il singolo non ebbe successo e andò in onda solo una volta su una trasmissione radiofonica. Cominciò a cantare a tempo pieno, dando spettacoli dal vivo. I guadagni si rivelarono scarni e in pochi mesi contrasse enormi debiti. La difficile situazione finanziaria e la pressione alla quale era sottoposto a causa dei suoi orari lavorativi portarono alla fine del suo matrimonio.
Il suo album di debutto, Eleanor, del 1980, incluse Sod HaMazalot e Mah Lakh, Yaldah?, un omaggio alla sua ex moglie. L'album conobbe un enorme successo, in seguito al quale Argov divenne un cantante popolare, esibendosi dal vivo in tutto il Paese. Fu tra i primi cantanti a raggiungere il successo commerciale e nazionale nella sfera della musica in stile mizrahì, nonostante il fatto che questo genere venisse evitato dalle stazioni radio che preferivano la musica pop occidentale.
Nel 1982, Argov fece un tour negli Stati Uniti d'America e si esibì a feste e club. Fu lì che fu esposto per la prima volta al consumo di droghe pesanti e che iniziò a sviluppare la sua dipendenza dall'eroina e dal crack. Affermò di essere stato introdotto per la prima volta alle droghe pesanti in un club di Los Angeles. Entro la fine del 1983, l'abuso di droghe, unito al suo impegnativo programma lavorativo, cominciarono ad influire visibilmente sulla sua salute. Alla fine del 1983, tre suoi soci lo rinchiusero in una stanza d'albergo a Eilat per costringerlo a disintossicarsi; tuttavia, l'iniziativa non ebbe successo.
Sebbene fosse ancora in grado di impegnarsi in esibizioni dal vivo, la sua dipendenza gli fece perdere molti dei suoi impegni. I fratelli Reuveni, i suoi produttori, conclusero il contratto con lui, preferendogli Haim Moshe.
Nel 1984, Argov si impegnò in un tour negli Stati Uniti d'America e in Francia. Il 16 luglio 1984, dopo essere tornato in Israele da uno spettacolo a Parigi, venne arrestato per spaccio di droga. Venne rilasciato su cauzione due settimane dopo, ma gli fu proibito di lasciare il paese per i successivi sei mesi. Nel giugno 1985 fu arrestato per possesso di eroina e ricevette una condanna a un anno con sospensione della pena.
Alla fine del 1985, firmò un contratto di quindici anni con il produttore gerosolimitano Nissim Ben-Haim. Nel 1986 pubblicò il suo settimo album, rivelatosi un successo commerciale. Nell'aprile 1987, Argov pubblicò il suo ottavo e ultimo album.